# Model sigma no lineal
En la teoria quàntica de camps, un model σ no lineal descriu un camp Σ que pren valors en una varietat no lineal anomenada varietat objectiu. T. El model σ no lineal va ser introduït per Gell-Mann & Lévy (1960) , que el van anomenar així per un camp corresponent a un mesó sp anomenat σ en el seu model. Aquest article tracta principalment de la quantificació del model sigma no lineal; consulteu l'article base sobre el model sigma per a definicions generals i formulacions i resultats clàssics (no quàntics).

## Descripció
La varietat objectiu T està equipada amb una mètrica riemanniana g. Σ és una aplicació diferenciable des de l'espai de Minkowski M (o algun altre espai) fins a T.
La densitat lagrangiana en forma quiral contemporània ve donada per
{\displaystyle {\mathcal {L}}={1 \over 2}g(\partial ^{\mu }\Sigma ,\partial _{\mu }\Sigma )-V(\Sigma )}
En més de dues dimensions, els models σ no lineals contenen una constant d'acoblament dimensional i, per tant, no són renormalitzables pertorbativament. No obstant això, presenten un punt fix ultraviolat no trivial del grup de renormalització tant en la formulació de la xarxa com en la doble expansió proposada originalment per Kenneth G. Wilson.
En ambdós enfocaments, es considera que el punt fix del grup de renormalització no trivial trobat per al model O(n)-simètric simplement descriu, en dimensions superiors a dues, el punt crític que separa la fase ordenada de la desordenada. A més, les prediccions millorades de la teoria de xarxes o de camps quàntics es poden comparar amb experiments de laboratori sobre fenòmens crítics, ja que el model O(n) descriu ferromagnets físics de Heisenberg i sistemes relacionats. Els resultats anteriors apunten, per tant, a un fracàs de la teoria de pertorbacions ingènua a l'hora de descriure correctament el comportament físic del model O(n) -simètric per sobre de dues dimensions, i a la necessitat de mètodes no pertorbatius més sofisticats, com ara la formulació de xarxes.
Això significa que només poden sorgir com a teories de camp efectives. Es necessita una nova física al voltant de l'escala de distància on la funció de correlació connectada a dos punts és del mateix ordre que la curvatura de la varietat objectiu. Això s'anomena la compleció UV de la teoria. Hi ha una classe especial de models σ no lineals amb el grup de simetria interna G *. Si G és un grup de Lie i H és un subgrup de Lie, aleshores l'espai quocient G / H és una varietat (subjecte a certes restriccions tècniques com ara que H és un subconjunt tancat) i també és un espai homogeni de G o, en altres paraules, una realització no lineal de G. En molts casos, G / H pot estar equipat amb una mètrica riemanniana que és G -invariant. Aquest és sempre el cas, per exemple, si G és compacte. Un model σ no lineal amb G/H com a varietat objectiu amb una mètrica riemanniana G -invariant i un potencial zero s'anomena model σ no lineal d'espai quocient (o espai de classes laterals).
Quan es calculen integrals de camí, la mesura funcional s'ha de "ponderar" per l'arrel quadrada del determinant de g ,
{\displaystyle {\sqrt {\det g}}{\mathcal {D}}\Sigma .}

## Renormalització
Aquest model va resultar rellevant en la teoria de cordes, on la varietat bidimensional s'anomena full de món. Daniel Friedan va apreciar la seva renormalització generalitzada. Va demostrar que la teoria admet una equació del grup de renormalització, a l'ordre principal de la teoria de pertorbacions, en la forma
{\displaystyle \lambda {\frac {\partial g_{ab}}{\partial \lambda }}=\beta _{ab}(T^{-1}g)=R_{ab}+O(T^{2})~,}
Rab being the Ricci tensor of the target manifold.
Això representa un flux de Ricci, que obeeix les equacions de camp d'Einstein per a la varietat objectiu com a punt fix. L'existència d'aquest punt fix és rellevant, ja que garanteix, en aquest ordre de teoria de pertorbacions, que la invariància conformal no es perd a causa de les correccions quàntiques, de manera que la teoria quàntica de camps d'aquest model és sensata (renormalitzable).
Si afegim més interaccions no lineals que representen anomalies quirals de sabor, obtenim el model de Wess-Zumino-Witten, que augmenta la geometria del flux per incloure la torsió, preservant la renormalització i conduint també a un punt fix infraroig, a causa del teleparal·lelisme ("geometrostasi").

## Model sigma no lineal O(3)
Un exemple cèlebre, d'interès particular per les seves propietats topològiques, és el model σ no lineal O(3) en 1 + 1 dimensions, amb la densitat lagrangiana
{\displaystyle {\mathcal {L}}={\tfrac {1}{2}}\ \partial ^{\mu }{\hat {n}}\cdot \partial _{\mu }{\hat {n}}}
on n ̂ =( n 1, n 2, n 3 ) amb la restricció n ̂ ⋅ n ̂ =1 i μ =1,2.
Aquest model permet solucions d'acció finita topològica, ja que en un espai-temps infinit la densitat lagrangiana ha de desaparèixer, és a dir, n ̂ = constant a l'infinit. Per tant, en la classe de solucions d'acció finita, es poden identificar els punts a l'infinit com un sol punt, és a dir, aquest espai-temps es pot identificar amb una esfera de Riemann.
Com que el camp n ̂ també resideix en una esfera, es té en compte l'aplicació S2→ S2, les solucions de la qual es classifiquen pel segon grup d'homotopia d'una 2-esfera: Aquestes solucions s'anomenen Instantons O(3).
Aquest model també es pot considerar en dimensions 1+2, on la topologia ara prové només de les porcions espacials. Aquestes es modelen com a R^2 amb un punt a l'infinit i, per tant, tenen la mateixa topologia que els instantons O(3) en dimensions 1+1. S'anomenen trossos del model sigma.